# Дубравка (Конавле)
Дубравка је насељено место у саставу општине Конавле, Дубровачко-неретванска жупанија, Република Хрватска.

## Историја
До територијалне реорганизације у Хрватској налазила се у саставу старе општине Дубровник.

## Становништво
На попису становништва 2011. године, Дубравка је имала 295 становника.
| Број становника по пописима | Број становника по пописима | Број становника по пописима | Број становника по пописима | Број становника по пописима | Број становника по пописима | Број становника по пописима | Број становника по пописима | Број становника по пописима | Број становника по пописима | Број становника по пописима | Број становника по пописима | Број становника по пописима | Број становника по пописима | Број становника по пописима | Број становника по пописима |
| --------------------------- | --------------------------- | --------------------------- | --------------------------- | --------------------------- | --------------------------- | --------------------------- | --------------------------- | --------------------------- | --------------------------- | --------------------------- | --------------------------- | --------------------------- | --------------------------- | --------------------------- | --------------------------- |
| 1857                        | 1869                        | 1880                        | 1890                        | 1900                        | 1910                        | 1921                        | 1931                        | 1948                        | 1953                        | 1961                        | 1971                        | 1981                        | 1991                        | 2001                        | 2011                        |
| 543                         | 581                         | 562                         | 561                         | 580                         | 568                         | 481                         | 500                         | 495                         | 479                         | 423                         | 366                         | 349                         | 313                         | 265                         | 295                         |

Напомена: Од 1857. до 1953. исказивано под именом Мрцине.

### Попис1991.
На попису становништва 1991. године, насељено место Дубравка је имало 313 становника, следећег националног састава:
| Попис 1991.‍ | Попис 1991.‍ | Попис 1991.‍ | Попис 1991.‍ | Попис 1991.‍ |
| ----------- | ----------- | ----------- | ----------- | ----------- |
|             |             |             |             |             |
| Хрвати      | Хрвати      |             | 307         | 98,08%      |
| Југословени | Југословени |             | 1           | 0,31%       |
| Муслимани   | Муслимани   |             | 1           | 0,31%       |
| Срби        | Срби        |             | 1           | 0,31%       |
| остали      | остали      |             | 1           | 0,31%       |
| непознато   | непознато   |             | 2           | 0,63%       |
| укупно: 313 |             |             |             |             |